# Stramonita haemastoma
Stramonita haemastoma is een slakkenslakkensoort uit de familie Muricidae. De wetenschappelijke naam is gepubliceerd in 1767 door Linnaeus.